# Soraya Carvalho
Soraya Carvalho (Brasília) é uma ex-ginasta brasileira, que competiu em provas de ginástica artística.
Soraya foi ginasta pela seleção brasileira, que obteve classificação para os Jogos Olímpicos de Atlanta, que não pôde disputar devido  a uma lesão no tornozelo. Soraya era a única ginasta preparada pela Confederação Brasileira de Ginástica (CBG). À época, o pai da ginasta responsabilizou a técnica Georgete Vidor pela lesão da filha.
Treinada por Georgette Vidor, foi medalhista nacional e internacional pelo Flamengo. Seu torneio internacional mais importante foi o Mundial de Birmingham, 1993, no qual encerrou como a 12ª na trave de equilíbrio.
Soraya era especialista nos exercícios na trave. Ficou em 32º lugar no Campeonato Mundial de 1995, realizado também no ano passado o que a classificou para a Olimpíada de Atlanta em 1996. Em 1995 também ficou em quinto lugar no Pan-Americano da Argentina.
Na trave, especialidade de Soraya Carvalho, Shannon Miller ficou com a medalha de ouro (EUA); Lilia Podkopayeva com a prata (Ucrânia) e Gina Gogean com a de bronze (Romênia).

## Homenagem
Em 2016 a FBG realizou a Copa Intermediária de Ginástica Artística Masculina e Feminina. Participaram o Setor Leste, a ASBAC, a Academia Bodytech e a Escola Parque 308 Sul. No total participaram 24 ginastas no feminino e 07 ginastas no masculino.
Na ocasião a FBG homenageou a ginasta nomeando o troféu do evento com o nome Soraya Carvalho, a maior ginasta do Distrito Federal de todos os tempos.
A APAM Setor Leste foi a entidade vencedora da Copa e recebeu o troféu das mãos de Soraya.